# Dagný Brynjarsdóttir
Dagný Brynjarsdóttir (Hella, 10 augustus 1991) is een IJslands voetbalspeelster. Zij speelt voor Portland Thorns FC in de Amerikaanse vrouwencompetitie

## Statistieken
| Seizoen | Club               | Land    | Competitie | Wedstrijden | Doelpunten |
| ------- | ------------------ | ------- | ---------- | ----------- | ---------- |
| 2016    | Portland Thorns FC | USA     | NWSL       | 18          | 5          |
| 2017    | Portland Thorns FC | USA     | NWSL       | 13          |            |
| 2018    | UMF Selfoss        | IJsland | URW        | 0           |            |
| 2019    | Portland Thorns FC | USA     | NWSL       | 22          | 1          |
| Totaal  | Totaal             | Totaal  | Totaal     | 152         | 46         |

Laatste update: november 2019

## Interlands
Brynjarsdóttir speelde in de O17 en O19-teams van het IJslandse nationale elftal.
Sinds 24 februari 2010 komt ze uit voor het IJslands vrouwenvoetbalelftal. Ze speelde mee op het EK in 2013 en 2017.

## Privé
In 2018 kreeg Brynjarsdóttir een zoon. In juli 2019 trouwde ze met de vader, Omar Pall. 